# Edith Wallén
Edith Katarina Wallén, född Olsson 21 oktober 1891 i Stockholm, död där den 29 juni 1960, var en svensk skådespelare.
Wallén inledde sin scenkarriär hos Carl Deurell och var senare främst verksam vid Folkan och Södra Teatern i Stockholm. I den sistnämnda teaterns nyårsrevy 1923 introducerade hon Emil Norlanders klassiska kuplett Den gula paviljongen. 
Edith Wallén var gift med skådespelaren Sigurd Wallén och blev mor till Lennart Wallén. De är begravda på Skogskyrkogården i Stockholm.

## Filmografi
- 1911 – Blott en dröm
- 1912 – Systrarna
- 1915 – Kal Napoleon Kalssons bondtur
- 1916 – Kärlek och journalistik
- 1917 – Alexander den store
- 1918 – Berg-Ejvind och hans hustru
- 1919 – Ingmarssönerna
- 1922 – Anderssonskans Kalle
- 1927 – Drottningen av Pellagonien
- 1930 – Charlotte Löwensköld
- 1931 – Skepp ohoj!
- 1935 – Ebberöds bank
- 1952 – Klasskamrater

## Teater

### Roller (ej komplett)
| År   | Roll                                       | Produktion                                         | Regi            | Teater           |
| ---- | ------------------------------------------ | -------------------------------------------------- | --------------- | ---------------- |
| 1910 |                                            | Småstadsfolk Algot Sandberg                        |                 | Folkteatern      |
| 1910 |                                            | Hemgiftsjägare Alexander Engel och Julius Horst    |                 | Folkteatern      |
| 1911 | Medverkande                                | Här ska valsas, revy Oscar Hemberg, Otto Hellkvist |                 | Folkteatern      |
| 1911 |                                            | Pippi, revy Otto Hellkvist och Oscar Hemberg       |                 | Kristallsalongen |
| 1911 |                                            | Julklappen (En julegave) Walter Christmas          |                 | Folkteatern      |
| 1914 |                                            | En kaféflicka Björn Hodell                         |                 | Folkteatern      |
| 1915 | En okänd dam från den undre världen        | Silverasken John Galsworthy                        |                 | Folkteatern      |
| 1915 | Lanthandlarens käresta                     | Kvarnen vid storgården Paul Hallström              |                 | Folkteatern      |
| 1915 |                                            | Lika barn leka bäst Sigurd Wallén                  |                 | Folkteatern      |
| 1915 |                                            | Tattar-Ingrid Algot Sandberg                       | Algot Sandberg  | Folkteatern      |
| 1915 |                                            | Hattmakarens bal Selfrid Kinmanson                 |                 | Folkteatern      |
| 1916 | Medverkande                                | Här jobbas, revy Otto Hellkvist                    |                 | Folkteatern      |
| 1923 |                                            | Ebberöds bank Axel Breidahl och Axel Frische       | Sigurd Wallén   | Södra Teatern    |
| 1926 | Medverkande                                | Slag i slag, revy Emil Norlander                   |                 | Södra Teatern    |
| 1926 | Nille                                      | Jeppe på berget Ludvig Holberg                     |                 | Södra Teatern    |
| 1926 | Anna Borg                                  | Dagens hjälte Carlo Keil-Möller                    | Rune Carlsten   | Södra Teatern    |
| 1926 |                                            | Kopparbröllop Svend Rindom                         | Oskar Textorius | Södra Teatern    |
| 1931 | Lovisa, kokerska                           | 33.333 Algot Sandberg                              | Sigurd Wallén   | Folkteatern      |
| 1932 |                                            | Borgmästarinnan Maurice Hennequin                  |                 | Folkteatern ´    |
| 1932 | Lydia Larsen, innehavare av en mangelaffär | Onsdagsflickan Paul Sarauw                         | Albert Ranft    | Folkteatern      |